# Arnaud Clément
Arnaud Clément (Aix-en-Provence, Francuska, 17. prosinca 1977.) je bivši francuski tenisač. Na ATP Touru se natjecao od 1996. do 2012. godine. U tom razdoblju osvojio je četiri turnira u singlu i deset u igri parova. Najznačajnije je osvajanje Wimbledona zajedno sa sunarodnjakom Llodrom kao i naslov pobjednika Davis Cupa. Iako nije sudjelovao na samom finalu i gostovanju u Australiji, bio je važna karika francuske reprezentacije na putu do njega.

## Teniska karijera
Clément je tenisku karijeru započeo 1996. a osim u singlu, isticao se i u igri parova. Nakon tri godine na touru, stigao je do svojeg prvog finala u Marseilleu koje je izgubio od sunarodnjaka Santora. Godinu potom vidljiv je Arnaudov pomak u teniskoj igri. Tako najprije u travnju zajedno sa Sébastienom Grosjeanom osvaja turnir u Casablanci a u studenom prvu titulu u singlu pobijedivši Patricka Raftera kod kuće u Lyonu. Također, na US Openu stiže do četvrtfinala u singlu što mu je najbolji rezultat na ovom.
2001. godina pokazala se kao jedna od najuspješnijih. Clément je najprije došao do finala Australian Opena u kojem je izgubio u tri seta od Agassija dok je na sljedećem Grand Slam turniru na Roland Garrosu igrao polufinale u parovima (zajedno s Escudéom). Ti rezultati su se odrazili i na ATP listu na kojoj je početkom travnja bio deseti što mu je rang karijere.
Tijekom 2003. godine tenisač je u Metzu osvojio turnir u singlu nakon čega je uslijedio post od dvije i pol godine. S druge strane, bio je uspješan u igri parova tako da s tri različita partnera (Grosjean, Mahut i Llodra) osvaja tri turnira. U veljači 2006. osvaja turnir u Marseilleu nakon što je u polufinalu pobijedio Rafaela Nadala a u finalu Marija Ančića. Iako ga je hrvatski predstavnik mjesec dana ranije svladao u Adelaideu bez većih problema, u Marseilleu se pokazao prejakim.
Zajedno s Michaëlom Llodrom osvojio je Wimbledon u igri parova 2007. godine. Francuski par je u finalu pobijedio braću Bryan. Za Clémenta je ovo bio prvi osvojeni Grand Slam a za Llodru treći (nakon Australian Opena 2003. i 2004. sa Santorom).
Sljedeće godine Arnaud je s Rainerom Schüttlerom odigrao meč u četvrtfinalu Wimbledona a susret je zbog kiše i noći bio prekinut na dva dana. Meč je odigran u pet setova, trajao je pet sati i dvanaest minuta te je proglašen drugim najduljim u wimbledonskoj povijesti.
Tenisač je s Llodrom 2007. i 2008. godine osvojio dva uzastopna turnira u Metzu a posljednji zajednički trijumf bio im je 2009. u Marseilleu kada su u finalu pobijedili austrijsko-izraelski par Knowle - Ram. To je ujedno za Clémenta bio njegov posljednji osvojeni teniski turnir, nakon igračkog umirovljenja 5. srpnja 2012.

## Privatni život
Tijekom teniske karijere, Clément je bio poznat po nošenju marama i sunčanih naočala. Naočale je morao nositi zbog medicinskih razloga odnosno zbog problema s očima. U dobi od 13 mjeseci dijagnosticirana mu je koloboma zbog čega je morao koristiti sunčane naočale kako bi zaštitio oči.
Dok se bavio tenisom, francuska modna kuća Lacoste odabrala ga je za svojeg promotora.

## ATP finala

### Pojedinačno (4:7)
| Ishod   | Datum               | Turnir                       | Podloga         | Protivnik         | Rezultat           |
| ------- | ------------------- | ---------------------------- | --------------- | ----------------- | ------------------ |
| Poraz   | 8. veljače 1999.    | Marseille, Francuska         | beton (dvorana) | Fabrice Santoro   | 3–6, 6–4, 4–6      |
| Pobjeda | 6. studenog 2000.   | Lyon, Francuska              | tepih (dvorana) | Patrick Rafter    | 7–6(7–2), 7–6(7–5) |
| Poraz   | 29. siječnja 2001.  | Australian Open, Australija  | zemlja          | Andre Agassi      | 4–6, 2–6, 2–6      |
| Poraz   | 24. lipnja 2002.    | 's-Hertogenbosch, Nizozemska | trava           | Sjeng Schalken    | 6–3, 3–6, 2–6      |
| Poraz   | 23. lipnja 2003.    | 's-Hertogenbosch, Nizozemska | trava           | Sjeng Schalken    | 3–6, 4–6           |
| Pobjeda | 29. rujna 2003.     | Metz, Francuska              | beton (dvorana) | Fernando González | 6–3, 1–6, 6–3      |
| Poraz   | 13. listopada 2003. | Lyon, Francuska              | tepih (dvorana) | Rainer Schüttler  | 5–7, 3–6           |
| Pobjeda | 13. veljače 2006.   | Marseille, Francuska         | beton (dvorana) | Mario Ančić       | 6–4, 6–2           |
| Pobjeda | 31. srpnja 2006.    | Washington D.C., SAD         | beton           | Andy Murray       | 7–6(7–3), 6–2      |
| Poraz   | 23. lipnja 2007.    | Nottingham, Engleska, UK     | trava           | Ivo Karlović      | 6–3, 4–6, 4–6      |
| Poraz   | 16. siječnja 2010.  | Auckland, Novi Zeland        | beton           | John Isner        | 3–6, 7–5, 6–7(2–7) |

### Parovi (12:10)
| Ishod   | Datum               | Turnir                         | Podloga         | Partner            | ProtivniCI                           | Rezultat                |
| ------- | ------------------- | ------------------------------ | --------------- | ------------------ | ------------------------------------ | ----------------------- |
| Pobjeda | 10. travnja 2000.   | Casablanca, Maroko             | zemlja          | Sébastien Grosjean | Lars Burgsmüller Andrew Painter      | 7–6(7–4), 6–2           |
| Poraz   | 8. listopada 2001.  | Lyon, Francuska                | tepih (dvorana) | Sébastien Grosjean | Daniel Nestor Nenad Zimonjić         | 1–6, 2–6                |
| Pobjeda | 11. veljače 2002.   | Marseille, Francuska           | beton (dvorana) | Nicolas Escudé     | Julien Boutter Max Mirnji            | 6–4, 6–3                |
| Poraz   | 5. siječnja 2004.   | Adelaide, Australija           | beton (dvorana) | Michaël Llodra     | Bob Bryan Mike Bryan                 | 5–7, 3–6                |
| Pobjeda | 8. ožujka 2004.     | Indian Wells, Kalifornija, SAD | beton           | Sébastien Grosjean | Wayne Black Kevin Ullyett            | 6–3, 4–6, 7–5           |
| Pobjeda | 11. listopada 2004. | Metz, Francuska                | beton (dvorana) | Nicolas Mahut      | Ivan Ljubičić Uros Vico              | 6–2, 7–6(10–8)          |
| Pobjeda | 25. listopada 2004. | St. Petersburg, Rusija         | tepih (dvorana) | Michaël Llodra     | Dominik Hrbatý Jaroslav Levinský     | 6–3, 6–2                |
| Poraz   | 10. siječnja 2005.  | Sydney, Australija             | beton (dvorana) | Michaël Llodra     | Mahesh Bhupathi Todd Woodbridge      | 3–6, 3–6                |
| Poraz   | 31. siječnja 2005.  | Milano, Italija                | tepih (dvorana) | J.F. Bachelot      | Daniele Bracciali Giorgio Galimberti | 6–7, 7–6, 6–4           |
| Poraz   | 19. lipnja 2006.    | Rosmalen, Nizozemska           | trava (dvorana) | Chris Haggard      | Martin Damm Leander Paes             | 1–6, 6–7                |
| Pobjeda | 23. listopada 2006. | Lyon, Francuska                | tepih (dvorana) | Julien Benneteau   | František Čermák Jaroslav Levinský   | 6–2, 6–7(3–7), [10–7]   |
| Pobjeda | 30. listopada 2006. | Pariz, Francuska               | tepih (dvorana) | Michaël Llodra     | Fabrice Santoro Nenad Zimonjić       | 7–6(7–4), 6–2           |
| Pobjeda | 12. veljače 2007.   | Marseille, Francuska           | beton (dvorana) | Michaël Llodra     | Mark Knowles Daniel Nestor           | 7–5, 4–6, [10–8]        |
| Pobjeda | 25. lipnja 2007.    | Wimbledon, Engleska, UK        | trava           | Michaël Llodra     | Bob Bryan Mike Bryan                 | 6–7(5–7), 6–3, 6–4, 6–4 |
| Pobjeda | 1. listopada 2007.  | Metz, Francuska                | beton (dvorana) | Michaël Llodra     | Mariusz Fyrstenberg Marcin Matkowski | 6–1, 6–4                |
| Poraz   | 7. listopada 2007.  | Stockholm, Švedska             | beton (dvorana) | Michaël Llodra     | Jonas Björkman Max Mirnji            | 4–6, 4–6                |
| Poraz   | 25. siječnja 2008.  | Australian Open, Australija    | zemlja          | Michaël Llodra     | Andy Ram Jonathan Erlich             | 5–7, 6–7                |
| Pobjeda | 5. listopada 2008.  | Metz, Francuska                | beton (dvorana) | Michaël Llodra     | Mariusz Fyrstenberg Marcin Matkowski | 5–7, 6–3, [10–8]        |
| Pobjeda | 22. veljače 2009.   | Marseille, Francuska           | beton (dvorana) | Michaël Llodra     | Julian Knowle Andy Ram               | 3–6, 6–3, [10–8]        |
| Poraz   | 21. rujna 2009.     | Metz, Francuska                | beton (dvorana) | Michaël Llodra     | Colin Fleming Ken Skupski            | 2–6, 6–4, [10–5]        |
| Poraz   | 26. listopada 2009. | Lyon, Francuska                | tepih (dvorana) | Sébastien Grosjean | Julien Benneteau Nicolas Mahut       | 4–6, 6–7                |
| Poraz   | 1. veljače 2010.    | Zagreb, Hrvatska               | tepih (dvorana) | Olivier Rochus     | Jürgen Melzer Philipp Petzschner     | 6–3, 3–6, [8–10]        |

## Vanjske poveznice
- Profil tenisača na ATP World Tour.com